# Alana McLaughlin
Alana McLaughlin (Carolina del Sur, Estados Unidos, 26 de junio de 1983) es una atleta transgénero, luchadora profesional en la categoría femenina de lucha libre. Es la segunda luchadora profesional transgénero en la historia de las artes marciales mixtas.

## Primeros años
McLaughlin nació en el seno de una familia muy religiosa, que no aceptó su identidad.
En 2003 se alistó en las Fuerzas Especiales del Ejército de los Estados Unidos, integrándose en un grupo de élite con el que combatió en Afganistán durante seis años. Alcanzó el grado de sargento y recibió ocho condecoraciones. En 2010, fue diagnosticada de trastorno por estrés postraumático.

## Carrera de artes marciales mixtas
En 2012, con 30 años y tras abandonar su carrera militar, reconoció que su identidad autopercibida era la de una mujer y comenzó su transición de género. 
Le gustaba practicar artes marciales.

Toda mi vida fui un enano, no tenía la talla adecuada, me intimidaron, me violaron, me golpearon, como que no lo tuve fácil. La historia de mi vida ha sido tratar de resistir físicamente a personas que eran más grandes, más fuertes y más hábiles que yo.

Cuando comenzó a pelear profesionalmente como mujer le costó encontrar a una mujer que se animara a luchar contra el, hasta que  Céline Provost se le animó. En su debut, en las preliminares de Combate Global,  el 10 de septiembre de 2021, resultó triunfadora en su pelea contra la luchadora francesa Céline Provost, luego de 3 minutos y 32 segundos del segundo asalto. La pelea fue organizada por Combate Global en Miami. McLaughlin ganó con facilidad por estrangulamiento. La noticia de su victoria se hizo viral en todo el mundo.

## Controversia
A partir de la inclusión de atletas transgénero en competiciones femeninas tuvo sus partidarios y sus críticos. El hecho de que Céline  Provost, una luchadora profesional con un largo historial de peleas ganadas y más de diez de experiencia, perdió en tres minutos debido a la superioridad física y la abrumadora fuerza de McLaughlin, a pesar de que esta última recién hacía unos meses que había empezado a entrenar para este deporte.  Ante la polémica que generó su inclusión en la categoría femenina de lucha libre del MMA, en la cual McLaughlin fue acusada de querer luchar contra mujeres menos fuertes y más pequeñas para poder golpearlas, McLaughlin, al ser criticada por su capacidad atlética y su superioridad física,  aseguró que quienes la llamaron "tramposa" eran unos transfóbicos.